# Mikel Zarate
Mikel Zarate (Lezama, Biscaia, 1933 - 1979) va ser un sacerdot i escriptor en èuscar.
Després de fer estudis d'aparellador va ser ordenat sacerdot i es llicencià en Filosofia i Lletres per la Universitat de Deusto. També va ser professor d'èuscar en l'escola de Derio i en l'Escola Oficial d'Idiomes de Bilbao.
La sev única novel·la és Haurgintza muinetan (embaràs dolorós) guanyadora del Premi Txomin Agirre el 1972.
Mostrava una preocupació especial per l'euskera i sobretot pel dialecte biscaí. Es queixava de l'artificialitat de l'euskara batua.

## Obres

### Narrativa
- Bilbo irribarrez (1980, Bizkargi)
- Utopiaren fantasian (1979, Haranburu)
- Ipuin antzeko alegi mingotsak (1975, Zugaza)
- Ipuin antzeko (1975, Gero)

### Novel·la
- Haurgintza minetan (1973, Gero)

### Assaig
- Bizkaiko euskal-idazleak (1580-1968) (1970, Derioko Ikastetxea)
- Euskal literatura: azterbideak, aztergaiak, azterketak (1977-1978, Zugaza)

### Poesia
- Bizipenen bultzadaz (1978, Zugaza)
- Higidura berdez (1977, GAK)
- Etorriaren zorabioz (2004, Ikeritz)

### Gramàtica
- Euskal ortografia (1978, Zugaza)
- Euskal deklinabidea (1975, Zugaza)